# Idiocera spuria
Idiocera spuria är en tvåvingeart som först beskrevs av Ernst Evald Bergroth 1888.  Idiocera spuria ingår i släktet Idiocera och familjen småharkrankar. Inga underarter finns listade i Catalogue of Life.